# Timothy Yang

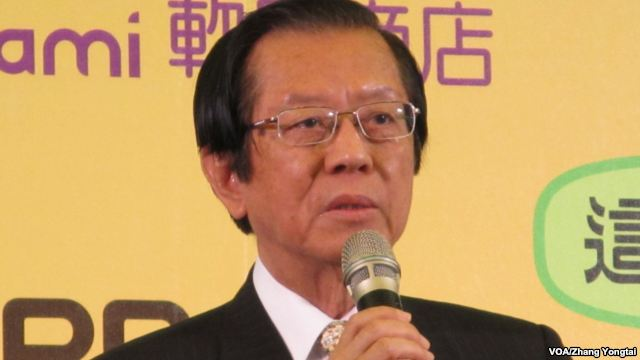
Timothy Chin-tien Yang

Timothy Chin-tien Yang (chinesisch: 楊進添) (* 1. Juli 1942 in Erlin, Landkreis Changhua, Taiwan) ist ein Diplomat und Politiker der Republik China (Taiwan).

## Biografie
Yang absolvierte ein Studium der Diplomatie an der Chengchi-Nationaluniversität, das er mit einem Bachelor in Diplomacy abschloss. Im Anschluss trat er 1969 in den Diplomatischen Dienst. Nach entsprechender Ausbildung und weiteren Fortbildungen wurde er 1983 Sektionschef in der Europaabteilung des Außenministeriums und danach von 1984 bis 1986 Sekretär im Sekretariat des Außenministers. Dort erfolgte anschließend seine Ernennung zum Stellvertretenden Generaldirektor des Sekretariats, ehe er von 1988 bis 1991 als Leiter des Taipei Wirtschafts- und Kulturbüros Vertreter Taiwans in Irland war. Danach folgte eine Verwendung als Generaldirektor des Wirtschafts- und Kulturbüros in Houston sowie von 1995 bis 1999 als Generaldirektor der Afrikaabteilung im Außenministerium.
Von 1999 bis 2000 war er nicht nur Generalsekretär des Sekretariats des Außenministers, sondern zugleich auch Vorsitzender des Forschungs- und Planungskomitees des Außenministeriums. Anschließend folgte bis 2005 eine Verwendung als Leiter des Wirtschafts- und Kulturbüros und Vertreter Taiwans in Australien. Nach seiner Rückkehr wurde er Generaldirektor des Instituts für den Diplomatischen Dienst, ehe er zuletzt von 2007 bis 2009 Leiter des Wirtschafts- und Kulturbüros sowie Vertreter in Indonesien war.
Nach dem Rücktritt des gesamten bisherigen Kabinetts von Premierminister Liu Chao-shiuan wurde er am 10. September 2009 auf Vorschlag des neuen Premierministers Wu Den-yih von Präsident Ma Ying-jeou zum Nachfolger von Francisco Ou als neuer Außenminister ernannt und übte dieses Amt bis zum 27. September 2012 aus.